# Александријски рукопис
Александријски рукопис, означаван са A или 02 (Gregory-Aland), је рукопис Старог завета и Новог завета. Један од најзначајнијих рукописа је Нови завет, написан на грчком језику, и датира са почетка 5. века. Александријски рукопис је написан на танком пергаменту, димензија 32×26 цм.
Александријски рукопис је један од најстаријих и најкомплетнијих рукописа Библије.

## Опис
Услед оштећења и изгубљених страна, недостају делови:
- 1 Сам 12,17-14,9;
- Пс 49,20-79,11[2];
- Матеј 1,1-25,6;
- Јован 6,50-8,52; 2 Кор 4,13-12,6[1].

Рукопис је написан у Александрији. То је најстарији познати рукопис који је користио велико слово да би означио почетак новог одељка.
Године 1621, патријарх Александријски Кирил Лукарис пренео је рукопис из Александрије у Константинопољ. Патријарх Лукарис је био укључен у сложени сукоб између турских власти, Католичке цркве и Патријаршије. Енглеска влада га је подржавала а Лукарис је послао рукопис Џејмсу Стјуарту у знак захвалности. Рукопис је послат преко Томаса Роеа, енглеског амбасадора при Порти. Краљ Џејмс је умро пре него што је рукопис стигао у Енглеску 1627.
У 1753. године предат је Британском музеју, а од 1973. чува се у Британској библиотеци (MS Royal 1. D. V-VIII).